# Mansión Andrew Carnegie
La Mansión Andrew Carnegie (en inglés: Andrew Carnegie Mansion) es una casa histórica ubicada en Nueva York, Nueva York. La Mansión Andrew Carnegie se encuentra inscrita como un Hito Histórico Nacional en el Registro Nacional de Lugares Históricos desde el 13 de noviembre de 1966. 

## Ubicación
La Mansión Andrew Carnegie se encuentra dentro del condado de Nueva York en las coordenadas 40°47′04″N 73°57′29″O / 40.784444, -73.958056.